# ルイージマンション3
『ルイージマンション3』（ルイージマンション スリー、英:Luigi Mansion 3、Luigi's Mansion 3）とは、任天堂より2019年10月31日に発売した、Nintendo Switch専用ソフト。略称は『ルイマン3』。
『ルイージマンション』『ルイージマンション2』の続編。開発は2作目と同じく、Next Level Gamesが手掛けている。
1作目の『ルイージマンション』が発売されてからちょうど17年の2018年9月14日、『Nintendo Direct 2018.9.14』で発表された。

## ゲーム内容
オバケを吸い込む掃除機「オバキューム」を使い、オバケを退治しながら奇妙な屋敷を冒険していくアクションアドベンチャー「ルイージマンションシリーズ」の第3弾。本作は、フロアごとにテーマや仕掛けが大きく異なるホテルを舞台とする。「オバキューム」は新型になり、新たな機能が追加された。3DS版『ルイージマンション』で先行登場したグーイージと切り替えながらプレイしていく仕掛けがあり、おすそわけプレイでは2人同時プレイが可能（1Pがルイージ、2Pがグーイージ）。
前作の協力マルチプレイモード「テラータワー」が最大8人でプレイ可能になって再登場し、ルイージチームとグーイージチームに分かれて対戦する対戦パーティーゲーム「プレイランド」も新たに登場した。また、これらの2つのモードの有料追加コンテンツが配信された。

### オバケホテル「ラストリゾート」
今作でルイージ一行が泊まることになる豪華なホテル。従業員は全てオバケであり、オバケホテルとして正体をあらわす前はお面をつけて変装している。今作のステージは全て1棟のホテル内だが、特に上層階はフロアごとにホテルの枠を越えた全く異なる雰囲気やテーマになっている。最初は入れるフロアが限られているが、各フロアのボスオバケを倒し、エレベーターボタンを集めていくことで順にフロアが開放される。
最終的にキングテレサがルイージに倒された事でホテルは倒壊。キングテレサの宝石が消滅した事でオバケ達は正気を取り戻し、オヤ・マー博士の提案でルイージ一行と共にホテルを再建。ルイージ達に感謝し、オヤ・マー博士やグーイージと共に別れを告げた。 この時、最終的な所持金の量でホテルの大きさは3段階に変化する。なお1作目とは違い、たとえお金を使い果たしていたとしてもホテルは完成する。
1階：メインロビー
ホテルの受付があるフロア。正体をあらわす前は煌びやかな内装をしていたが、正体をあらわした後は不気味な雰囲気をした内装になる。
コンシェルジュカウンターの上部にはバツ印の描かれたルイージ、マリオ、ピーチ、キノピオの大きな写真が吊るされている。
5階：ゲストルームフロア
ルイージ一行が泊まる部屋があるフロア。ルイージがくつろいでいる隙にピーチ達がキングテレサに襲撃される。
ルイージがキングテレサの襲撃から逃れた後、廊下で随所にルイージの賞金がかけられたチラシが貼られている。
地下1階：パーキング
ルイージがキングテレサの襲撃から逃れた結果たどり着くことになるフロア。駐車場や洗濯部屋が存在する。
オヤ・マー博士救出後は駐車場に移動式研究所「ベースラボ」が設置される。
3階：ショッピングフロア
カフェやショップなどが立ち並ぶフロア。店内はほとんど柵で閉鎖されているため、グーイージでしか入ることが出来ない。
2階：アッパーロビー
メインロビーの上階にあたるフロアで1階とは階段でつながっている。フロアの奥に食堂やキッチンが存在する。
4階：ホールフロア
巨大なコンサート劇場があるフロア。廊下や劇場内に大きな楽器が飾られている。
6階：キャッスルフロア
西洋の城内をイメージしたフロア。西洋の鎧や拷問器具などが並べられている。
7階：グリーンフロア
全体的に草木や植物で覆われているフロア。エレベーターボタンは序盤で見つかるが、直後にニワシー博士の妨害により植物に食べられてしまう。
8階：スタジオフロア
映画撮影用のスタジオが複数存在するフロア。フロア内にはワープ機能を持つテレビが何台か置かれており、これを用いて攻略する。
9階：ミュージアムフロア
博物館をイメージしたフロア。古代の化石や骨格の模型などが展示されている。
地下2階：メンテナンスフロア
ホテル内の水道などを管理しているフロア。巨大な水路が存在する。フロアに入って早々モップラーに遭遇し、以降はたびたび彼の妨害により水位を操作されてしまう。
10階：デザートフロア
砂漠やピラミッドが存在するフロア。ピラミッド内も複雑な構造になっており、時間内に解かなければ即死する仕掛けの部屋も存在する。
11階：マジックフロア
マジック用の小道具がたくさん置かれているフロア。多数の部屋が連結するような構造になっており、ニラ・リラ・グラの戦闘前には彼女たちの能力により部屋の配置が組み換えられる。
12階：ビーチレストランフロア
海賊の入り江のような内装をしたフロア。フロアの奥には広大な海と海賊船が存在する。
13階：ジムフロア
スポーツジムをイメージしたフロア。トレーニングルームやフロアの中央にはプールが存在する。
14階：ディスコフロア
ディスコをイメージしたフロア。フロアの至る所にネオンサインが飾られている。
15階：ペントハウス
ホテルの最上階であり、大理石の床など豪華な内装が特徴のフロア。オーナーであるパウダネス・コナーの趣味が反映されているのか、フロアの至る所にキングテレサのオブジェや絵画が飾られている。

### テラータワー
最大8人で楽しめる協力マルチプレイモード。制限時間内に全てのオバケを倒したり、カーラを倒したり、お金を稼いだり、迷子のキノピオを探し出したりと、ミッションを解きながらタワーの最上階を目指す。ローカルプレイ/オンラインプレイ共に対応しているが、オンラインの場合はNintendo Switch Online加入者のみプレイ可能。
後述の有料追加コンテンツでは、ストーリーモード登場のフロアがモチーフになったルイージのコスチュームが全6種実装された。コスチュームのテーマに応じたフロアとオバケが出現するようになっており、そのテーマのコスチュームを着ているプレイヤーが多いほど出現確率が上がる。

## ストーリー
豪華ホテルに招待されたルイージ一行。しかし、それはキングテレサの大ファンであるパウダネス・コナーの罠だった。ルイージが客室でうたた寝をしている間に、マリオ、ピーチ、キノピオは復活したキングテレサにさらわれ、絵の中に閉じ込められてしまう。ルイージもキングテレサの力で絵にされそうになるが、間一髪でホテル内のダストシュートに逃げ込み九死に一生を得た。そこでルイージは偶然同じくオバケ達に監禁されたオヤ・マー博士を救出。彼のサポートを受けつつ、新型オバキュームを片手に、仲間を助けるため奇妙なフロアが続くオバケホテルで新たな冒険の旅に出る。

## 登場キャラクター

### 主要キャラクター
ルイージ
マリオの双子の弟で、今作の主人公。体力は99。再びさらわれたマリオらを助けるために奮闘する。前作で後述のペットになったオバ犬も旅に連れてきている。
オヤ・マー博士
オバケ研究の世界的権威で発明の天才。本編が始まる前に「キングテレサを見せてくれたら自分が持つオバケコレクションを差し上げる」というパウダネス・コナーの嘘を信じて招待された際、前回捕まえたキングテレサに解放され、囚われてしまうが新型のオバキュームを手に入れたルイージによって救われ、新発明「グーイージ」をルイージに託す。
オバ犬
前作のラストでルイージのペットとなった犬のようなオバケで、旅行にもついてきている。突然いなくなるがチュートリアルでは操作説明をしてくれたり、ルイージにオバキュームの場所を教えるなどルイージのサポートをする。
グーイージ
オヤ・マー博士の新発明。見た目から行動パターンまでルイージそっくりで、模倣したオバキュームをルイージ同様に操る。緑のジェル状の物質「グー」からできており、鉄格子や危険な罠の上をすり抜けることができる。ただし、水や火にはめっぽう弱く、触れると溶けてしまう。普段はルイージのオバキューム内部に格納されており、ルイージと切り替えながらパズルを解いていく。強力なオバケやしかけに対しては2人で協力する場面もある。体力は25で、ダメージを負うとルイージのようにハートで回復はできない（距離を問わずグーイージ側でハートを入手しても回復効果はルイージの方に反映される）が時間経過で回復する。体力がなくなるか水や火に触れるとオバキュームに戻っていくが、ルイージの体力がある限りは好きな時にグーイージを操作できる。3DS版『ルイージマンション』にて、未来の博士（2作目の博士）が送り込んだという設定で先行登場した。
グー（GOO）
博士によく懐いているオバケたちから抽出したオバケエネルギーの研究をしていたところ、偶然ルノマングリーニーコーヒーと合わさって生まれた未知の物質。また博士によるとテレサが発生しているとされる特定の周波数に共鳴するらしく、中盤ではその性質を活用して館内のテレサの気配を振動で感知する機能がオバキュームに追加された。

### ルイージ一行
ルイージ達と共にホテルに招待されてやってきたが、ルイージが一息ついている間にオバケにさらわれ絵画にされてしまう。
マリオ
ルイージの双子の兄。いつもルイージから頼りにされている。今回は豪華な食事を堪能し、部屋に休んでいる時にキングテレサファンのパウダネス・コナーによって囚われてしまう。終盤、ルイージによって一時的に救われ、身軽なジャンプアクションを披露する。
ピーチ
マリオ・ルイージたちと共にホテルへやってきたお姫様。シリーズに登場するのは今回が初。ルイージは熟睡している時に彼女の悲鳴で目覚める。
キノピオ
ピーチのお供で行動した3人。それぞれ別のエリアに囚われており、テラータワーでは本編には登場しないみどりキノピオがいる。フロアによってはキノピオが再びトリストに拐われるとゲームオーバーになることもある。救出後の誘導のみで一緒に行動する機会は限られているが、前作と同様に後頭部をオバキュームで吸引してキノピオを発射することで遠くに飛ばしたり、一部の障害物を粉砕可能。

### オバケ

#### 通常のオバケ
何度もルイージの前に現れ，行く手を阻んでくるボス以外のオバケ達。キングテレサ退治後はルイージ達に対する敵意が無くなっている。
ラウスト
ほとんどのフロアに潜む、青白い典型的なオバケ。前作のルノーマに相当する。体力は100。
時折パンチ攻撃を仕掛けてくる。当たるとルノーマと同じく20ダメージ。中には武器や防具などを装備し、ストロボを防ぐ個体もいる。
ゴールドラウスト
お金を含んだ黄金色のラウスト。前作のリッチルノーマに相当する。体力は250（テラータワーの個体は125）。
普通のラウストとは違い、ルイージに見つかると逃げ切るまで慌てふためいたように逃げ回り、一定時間経過すると消えてしまう。倒すと大量のお金を落とす。
ジュエルラウスト
体内に宝石を含んだ、ポリゴン調のラウスト。体力は80、100、120の三種類存在する。
見つかるとゴールドラウスト同様、逃げ回る。吸い込んでもダメージが効かない為、スラムを使って倒す。
アンスト
大きくて角ばった、赤いオバケ。前作のルブリーに相当する。体力は200。
突進からの押し潰しや着地時の振動で攻撃する。ストロボを当てられても正面からの吸い込みはほぼ効かない。
尻尾が二つに分かれており、二人で吸い込んでスラムをすると倍のダメージを与えることが出来る。
ナロスト
枝のように細長い、黄色いオバケ。前作のルハイドに相当する。体力は100。
直接攻撃はないが、ゴミ箱など物陰からゴミを投げて攻撃する。
トリスト
怒り肩のように肩が高い、紫色のオバケ。前作のルスニクに相当する。体力は120。
不意討ち攻撃が得意で時折背後から体当たりを仕掛けてきたり驚かしてきたり取りついてきたりする。
アンストと同様に尻尾が二つに分かれており、二人で吸い込んでスラムをすると倍のダメージを与えることが出来る。
ルイージと同行しているキノピオを他の部屋へ連れ去っていく仕草も見られる。
エリスト
時折壁や扉などに潜んでいる、二枚の舌を持つ大きなオバケ。
グーイージと一緒に舌を引っ張れば、スラム一発で倒せる。
ミニラウスト
ラウストを小さくしたようなオバケ。
バレリーナのように横回転して攻撃をしてくる。
ストロボを当てさえすれば、吸い込みだけで倒せる。
ミニアンスト
アンストを小さくしたようなオバケ。
両腕を縦に回転して突進してくる。
ミニラウストと同様、吸い込みだけで倒せる。
ミイラアンスト
追加コンテンツ第1弾から登場。ミイラのように包帯を巻いたアンスト。体力は300。
テラータワーにのみ出現し、見た目と体力以外は通常のアンストと同様。
エンシェントラウスト
追加コンテンツ第1弾から登場。古代エジプト風の格好をしたラウスト。体力は200。
テラータワーにのみ出現し、見た目と体力以外は通常のラウストと同様。
ストーンアンスト
追加コンテンツ第1弾から登場。レンガのような模様が特徴のアンスト。体力は300。
テラータワーにのみ出現し、見た目と体力以外は通常のアンストと同様。
アーマーラウスト
追加コンテンツ第1弾から登場。鎧のようなものを着ているラウスト。体力は200。
テラータワーにのみ出現し、見た目と体力以外は通常のラウストと同様。
ミラーアンスト
追加コンテンツ第1弾から登場。ミラーボールのような模様が特徴のアンスト。体力は300。
テラータワーにのみ出現し、見た目と体力以外は通常のアンストと同様。
ネオンラウスト
追加コンテンツ第1弾から登場。ネオンサインのような模様が特徴のラウスト。体力は200。
テラータワーにのみ出現し、見た目と体力以外は通常のラウストと同様。
マーメイドラウスト
追加コンテンツ第2弾から登場。マーメイドのような格好をしたラウスト。体力は200。
テラータワーにのみ出現し、見た目と体力以外は通常のラウストと同様。
セーラーラウスト
追加コンテンツ第2弾から登場。水兵のような格好をしたラウスト。体力は200。
テラータワーにのみ出現し、見た目と体力以外は通常のラウストと同様。
ショーラウスト
追加コンテンツ第2弾から登場。マジシャンのような格好をしたラウスト。体力は200。
テラータワーにのみ出現し、見た目と体力以外は通常のラウストと同様。
マイムラウスト
追加コンテンツ第2弾から登場。パントマイマーのようなメイクや格好をしたラウスト。体力は200。
テラータワーにのみ出現し、見た目と体力以外は通常のラウストと同様。
ダイナアンスト
追加コンテンツ第2弾から登場。恐竜の皮膚のような模様が特徴のアンスト。体力は300。
テラータワーにのみ出現し、見た目と体力以外は通常のアンストと同様。
スカルラウスト
追加コンテンツ第2弾から登場。骨のような模様が特徴のラウスト。体力は200。
テラータワーにのみ出現し、見た目と体力以外は通常のラウストと同様。

#### ボスオバケ[一階を除く１６体]
キングテレサ
テレサ達の王。今作のラスボス。前々回と前回、ルイージによって捕まえられたはずだが、パウダネス・コナーによって解放され、今回は自分の大ファンである彼女と共謀し、ルイージたちをオバケホテルに誘い込んで再び復讐を企む。
本作ではルイージの体力が0になる、プロローグでキングテレサに追い付かれるなどしてゲームオーバーになると、一番の目的であるルイージを絵に閉じ込める野望が達成されてしまう演出が入るようになっている。
パウダネス・コナー
ホテル「ラストリゾート」のオーナー。体力は600。
キングテレサの大ファンであり、ずっと前から憧れを抱いていたと語っている。常にファンデーション（粉化粧）を手から離さず、粉を顔に塗すことで身体の透け具合を伏せているが、これには幽霊である自分の正体を隠すだけでなく、本人の素顔へのコンプレックスという側面があり、実際に同胞のオバケたちに命令している際にもこの姿を装っている他、最終決戦ではダメージ後のリスポーンの度にも化粧は欠かさない。
キングテレサを溺愛するあまりオヤ・マー博士に囚われていた彼を解放し、共謀してルイージ一行を陥れるためオバケホテルに招待する。その後、15階：ペントハウスのメイン監視室でルイージを監視しつつも、キングテレサの為にルイージの始末を画策し、自らの手下たちを嗾けるが、その手下たちが悉くルイージに倒されたため結局キングテレサの信用を失ってしまった挙句、大事にしていた飼い猫のオバケネコまでもがルイージに倒されたことで遂に怒りが爆発し、今度は自らの手でルイージを倒すべく襲い掛かる。戦闘時には横移動するレーザーを操作して攻撃し、ルイージに直接襲い掛かる際は手鏡を振り下ろして攻撃する。吸い込まれる直前には最後までコンプレックスの素顔を気にしており、化粧を施しながら投げキッスを送りつつ吸い込まれる。エピローグでは、キングテレサやオバケネコと共にカプセルに囚われている姿が確認でき、その際悔しがるキングテレサとは裏腹に近くで彼を見続けていられる嬉しさから笑顔を浮かべているなど満更でもない様子を見せた。
オバケネコ
パウダネス・コナーの飼い猫。体力は100で無くなる度に尻尾が1本ずつ抜けていく。飼い主に似てプライドが高い性格をしている。
普段は子猫の状態だが、追い詰められると豹変してルイージを超える程大きな体格の化け猫となる。この姿でも警戒心が強く、（従来のマリオシリーズにおける）テレサのようにルイージが背後を見せながら静止することである程度の接近を赦さないと隙を見せない。尻尾は3本で、豹変後に退治されると1本ずつ抜け、その都度逃げる。9階と14階のそれぞれのエレベーターボタンを盗み出し、壁や床（フロア）を透過して一度クリアしたエリアの何処かに逃走して身を潜めるが、9階のエレベーターボタンを取り返された際は体力を1だけ残して逃げ出したが、14階のエレベーターボタンを取り返された時には完全にオバキュームに吸い込まれた。
ガトレー
ベルボーイに扮したホテルの案内人のオバケ。体力は250。気の小さい性格で常におどおどした様子を見せている。
最初は1階：メインロビーでフロント業務を行っており、その後は地下1階：パーキングで荷物運びをしていたが、ルイージを発見しそのまま戦闘になる。戦闘時には客の荷物を投げ付けてくるなど、おどおどした性格から一転して凶暴になる。
吸い込まれる直前には自身のトレードマークである帽子を残した状態で吸われるシチュエーションを見せており、その後に帽子がない事に気づいてオバキュームから腕を伸ばし回収、同時に腕が吸い込まれて終了という流れとなる。
ミスリー
5階：ゲストルームフロアの508号室（オヤ・マー博士の部屋）を清掃していたメイドのオバケ。体力は180。
オヤ・マー博士のカバンに惹かれるが、ルイージに目撃されてから思わずカバンを飲み込み、各客室に逃亡する。腹部にあるカバンのせいで吸い込めないが、キューバンによるスラムでダメージを与えられる。
綺麗好きなためか、捕まった後でもギャラリーのカプセル内で清掃し続けている。
ゴロリファット
3階：ショッピングフロアの警備室に佇む肥満の警備員のオバケ。体力は250。サングラスをかけていて強気に見えるが、実際はネズミやびっくり箱に怯えるほど臆病な性格をしている。
ルイージに発見されると柵で隔たれた部屋へ逃亡する。戦闘時には赤い水鉄砲を武器に対抗する。柵で隔たれた部屋へ逃亡するため、必然的にグーイージのみの戦闘になる。 吸い込まれる直前には自分の腹部を上へ寄せ上げて抵抗するリアクションを示す。
捕まった後のギャラリーのカプセル内では、臆病な性格によるものからか水鉄砲を拳銃のように構えながら辺りを見回すといった警戒心の高さを見せている。
ムッシュテイシェ
2階：アッパーロビーの調理室で大量の黒煙を巻きながら料理をしていた料理人のオバケ。体力は350。
ルイージとグーイージによって黒煙が消されると、料理の邪魔をされたと思い込んで激怒し襲い掛かる。戦闘時には不気味な魚を取り出して投げつけたり、持っているフライパンを振り回して攻撃してくる。また、このフライパンでオバキュームのストロボも防いでしまう。吸い込まれた後は魚が数匹吐き出される。
ナルシェスベン
4階：ホールフロアでピアノを弾いていた音楽家のオバケ。体力は450。
紳士的な様子でピアノを演奏していたが、ルイージを発見するとそのまま戦闘になる。最初はピアノの演奏に合わせて浮遊させた観客椅子で攻撃する。観客椅子がすべて無くなると、演奏に合わせた踊り子ラウストたちを数体差し向ける。ラウストたちが全員やられると髪を逆立てて怒り狂い、弾いていたピアノに自ら憑依して襲い掛かる。ピアノ憑依時にはルイージめがけて飛び掛かる、爆弾を投げる、ピアノの鍵盤を飛ばすなど、多彩な攻撃を仕掛ける。また、ナルシェスベン自身も手を伸ばしたり燃えている音符を大量に飛ばすなどして攻撃してくる。吸い込まれる直前には一礼をする。
ギャラリーのカプセル内では、腕を前に伸ばしてピアノを演奏しているかのような動きを示している。
ホリーボーテ三世
6階：キャッスルフロアを治める王様のオバケ。体力は200。挑戦的な性格をしている。
エレベーターボタンを賭けてルイージにフロア攻略の挑戦を申し出るが、攻略された事に対する悔やみにより鎧を身に着けて騎馬戦を申し込む。鎧の防御はほぼ完璧で通常ではストロボを受け付けないが、攻撃に転じる際にそれが薄れる弱点がある。また、鎧を破壊されると盾と短剣で戦い、回転攻撃をするが、回り過ぎて目を回すなど隙が多い。
ニワシー博士
7階：グリーンフロアで植物に水遣りをしていた庭師のオバケ。体力は300。
じょうろを使って水遣りされた植物を一気に大樹に成長させ、ルイージを妨害する。戦闘時にはマリオシリーズのパックンフラワーやワンワンのような巨大な口を持つ不気味な植物の鉢を前方に掲げて攻撃に転じるが、前作のバクーンと同じように食欲旺盛で制御しきれないようである。吸い込まれる直前には最後の悪あがきなのか、持っているエレベーターボタンを高い所に放り投げる。
ジョーノーズ
8階：スタジオフロアにいる監督のオバケ。体力は25とボスオバケはおろか体力が数値化されている通常のオバケを含めても最も低い。ボスオバケの中では唯一明確な敵意を示さず、キングテレサやパウダネス・コナーと同様にセリフを発する。
登場時は自分の魂といえる大切なメガホンを無くしており、激しく嘆いていたが、そのメガホンをルイージから渡された後は彼の容姿をいたく気に入り、特撮映画ジオラマセットで怪獣役のラウストと戦わせる映画撮影を強行させる。その後は撮影を終えると協力してくれたお礼としてルイージにエレベーターボタンを渡し、フィルムを回収した後は満足して編集室に籠る。編集作業が完了して以降は捕獲可能になるが、ストーリーが一定の段階に進むまで放置しておくと撮影した内容に映像効果を加えた彼自身の傑作を閲覧させる。
ホネスキー
9階：ミュージアムフロアにいる原始人の姿をした大柄のオバケ。体力は400。
展示されていた巨大なティラノサウルスの化石に憑依しており、キノピオが封印されていた絵を呑み込む。ティラノサウルスの状態では咆哮による衝撃波や噛みつき、踏みつけなどで攻撃を行う。ティラノサウルスの身体が崩壊すると姿を現し、太い大きな骨を武器に襲いかかる。吸い込まれる直前には顔だけの状態になりながらも挑発的な態度をとるが、結局武器にしていた骨が頭にぶつかりそのまま吸い込まれる。
モップラー
地下2階：メンテナンスフロアでホテルの維持・管理を担っていた作業員のオバケ。体力は350。サボり気味な性格だが、ルイージが近くに来ると撃退しようとするなど責任感が強い一面も持っている。
エリアの水位操作装置を利用してルイージの進行を妨害する。戦闘時にはアヒルボートに搭乗し、ハリセンや機雷による攻撃を行う。吸い込まれた後はアヒルのオモチャが数個吐き出される。
サーペンティス
10階：デザートフロアを治めているクレオパトラ似の女王オバケ。体力は300。
ピラミッドの中では出会い頭ルイージを地下に落とす。ルイージがピラミッドから出るとそのまま戦闘になる。戦闘時には砂で作られたメデューサのような顔の像や、手下の蛇たちを操って攻撃してくる。吸い込まれる直前には眠るような体制を取りながら地面に平行になって吸い込まれる。
ニラ・リラ・グラ
11階：マジックフロアでマジックショーを披露しようと企んでいたオバケトリオ。少女の姿をしている。体力は三人とも100。エレベーターホール右側の壁の隙間からマジックの練習中に喧嘩をする彼女たちを見ることができるが、連携そのものは統率がとれている。
陰からゴミ箱や宝箱をオバケ化させたり、迷路の様な部屋を利用してルイージを迷い込ませようとする。戦闘時には各々がシルクハットに潜んでトランプで攻撃してきたり、シルクハットで直接体当たりをしてくる。また、一人減るごとにダミーの爆弾に置き換えられ、吸い込もうとすると逆にダメージを受けてしまう。
キャプテンフッカ
12階：ビーチレストランフロアを支配しているサメの姿をした海賊オバケ。体力は300。左目に眼帯をしており、その中にエレベーターボタンが埋め込まれている。
ルイージがビーチエリアの海賊船に乗ると、所有しているエレベーターボタンを賭けてルイージに戦いを申し付ける。戦闘時には海賊船に憑依したり、得意のかじりつき攻撃と腕（ヒレ）に付いているフックによる攻撃を多用する。また、複数体のナロストがタルの形をした爆弾を投げつけてくる。
マスカルポーロ
13階：ジムフロアに住み着くスポーツインストラクターの筋肉質なオバケ。体力は60とジョーノーズに次いで低い。水球が得意。
フロアのプールに居座っているが、ルイージを見つけるとそのまま戦闘になる。戦闘時にはプールから水球を剛速球を投げつけてくるほか、グーイージ対策にプールの水を吹き付けてくる。グーイージによってプールの水が抜かれると排水口に詰まり、身動きが取れなくなってしまう。吸い込まれる直前には何故か筋肉をアピールし、水中に潜るかのように鼻をつまみながら吸い込まれる。
アフロディージェ
14階：ディスコフロアにてノリノリの曲をかけていた女性DJオバケ。体力は450。目を覆うほどの大きなオレンジ色のアフロヘアーをしているが、実はカツラであり、本来の髪は黒い短髪となっている。
最初はストリートダンサーに扮したラウスト集団の誰かにエレベータースイッチを隠してルイージを翻弄する。それを見破られると今度は自ら襲い掛かる。戦闘時には燃えているDJレコードを投げつけたり、振り回したりして攻撃してくる。吸い込まれる直前にはダンス特有の決めポーズをしながら、高めのテンションで吸い込まれる。

#### テレサ[各１６体]
キングテレサの子分で、15階を除くそれぞれのフロアに1匹ずつ潜んでいる。フロアのボスを倒すと隠れた状態で登場する（ただし、8階はオバケネコからエレベーターボタンを取り返した後に登場する）。
今作では捕獲に新機能「スラム」の使用が必須となる。

#### ユニークオバケ
テラータワーにのみ登場。最上階を除く5の倍数の階（5階、10階、15階）に以下のいずれかがランダムで出現する。いずれも通常の個体より体力が高く、何らかの特殊な能力を持っている。階層が上がるごとに同時に出現する種類が増える。
スピードラウスト
赤いオーラを纏ったラウスト。体力は250。
通常のラウストより素早くパンチ攻撃を仕掛けてくる。
スピードアンスト
赤いオーラを纏ったアンスト。体力は350。
通常のアンストより素早く突進からの押し潰しや着地時の振動で攻撃する。
スピードナロスト
赤いオーラを纏ったナロスト。体力は200。
通常のナロストと違い隠れることは無いが、遠くからかなりのスピードでゴミを投げて攻撃する。
ボムラウスト
黄色いオーラを纏ったラウスト。体力は250。
爆弾を投げて攻撃する。爆弾を持っている間はストロボも防いでしまうので、強化ライトがなければ太刀打ちできない。吸い込んでいる間も爆弾を落とす。
ボムアンスト
黄色いオーラを纏ったアンスト。体力は350。
着地時の振動で攻撃すると同時に大量の爆弾をまき散らす。吸い込んでいる間も爆弾を落とす。
ボムナロスト
黄色いオーラを纏ったナロスト。体力は200。
爆弾を投げて攻撃する。爆弾を持っている間はストロボも防いでしまうので、強化ライトがなければ太刀打ちできない。吸い込んでいる間も爆弾を落とす。
リジェネラウスト
ピンク色のオーラを纏ったラウスト。体力は250。
体力が減ると離れて体力を回復しようとする。
リジェネアンスト
ピンク色のオーラを纏ったアンスト。体力は350。
体力が減ると離れて体力を回復しようとする。
リジェネトリスト
ピンク色のオーラを纏ったトリスト。体力は250。
体力が減ると離れて体力を回復しようとする。
キルラウスト
追加コンテンツ第1弾から登場。赤黒い不気味な色のオーラを纏ったラウスト。体力は250。
攻撃を受けると即死する。
キルアンスト
追加コンテンツ第1弾から登場。赤黒い不気味な色のオーラを纏ったアンスト。体力は350。
攻撃を受けると即死する。
キルナロスト
追加コンテンツ第1弾から登場。赤黒い不気味な色のオーラを纏ったナロスト。体力は200。
攻撃を受けると即死する。
キルトリスト
追加コンテンツ第1弾から登場。赤黒い不気味な色のオーラを纏ったトリスト。体力は250。
攻撃を受けると即死する。
シーフトリスト
追加コンテンツ第1弾から登場。暗い紫色のオーラを纏ったトリスト。体力は250。
捕まるとオバキュームを部屋のどこかにテレポートさせてくる。
ヒールラウスト
追加コンテンツ第2弾から登場。黄緑色のオーラを纏ったラウスト。体力は250。
プラス(＋)のようなエネルギーを放ち、他のオバケを回復させようとする。
エレキナロスト
追加コンテンツ第2弾から登場。青色の電気のようなオーラを纏ったナロスト。体力は200。
電気玉を放ち、電気玉が当たった場所は一定時間帯電した状態になる。
サモンラウスト
追加コンテンツ第2弾から登場。オレンジ色のオーラを纏ったラウスト。体力は250。
スピンでミニラウストを生み出し、ミニラウストを一定数以上倒さないと姿を現さない。
サモンアンスト
追加コンテンツ第2弾から登場。オレンジ色のオーラを纏ったアンスト。常に悲しそうな表情をしている。体力は350。
口からミニアンストを吐き出し、ミニアンストを一定数以上倒さないと姿を現さない。
ワープトリスト
追加コンテンツ第2弾から登場。水色のオーラを纏ったトリスト。体力は250。
捕まるとどこかの部屋にテレポートされてしまう。

#### ジャンボテレサ
テラータワーの最上階にのみ登場する、16匹が合体して出来た巨大なテレサ。
押しつぶしたり、爆弾を吐き出したり、雷を使って攻撃する。テレサの個体数が減ると突進してくる。追加コンテンツ第1弾から周囲から矢を放つ攻撃が追加された。

## アイテム
オバキューム
オヤ・マー博士が発明したオバケを吸い込める掃除機で、リュックのように背負って使用する。普段は懐中電灯のアタッチメントをつけている。今作ではデザイン・機能ともに新型で、本体部分にはグーイージが格納されている。
今作の第1報に先駆け、Nintendo Direct 2018.8.8での『大乱闘スマッシュブラザーズ SPECIAL』ファイター参戦ムービーにて、新型を背負ったルイージが初お披露目された。
ストロボ
電力をためてから強い光を放つ。通常ライトの照射では驚かないオバケに用いる他、ストロボを使うことで起動する仕掛けがある。しかし、武装した敵や一部を除くボスなどの強い敵はストロボを防ぐ手段を持っているため、後述のスラムに巻き込む、バーストして吹き飛ばす、攻撃を回避し隙を作るなどしてそれを封じなければならない。
ダークライト
照らし続けることで、特殊な絵画に描かれている宝石・お金や、隠された家具・扉などを見つけることができ、出現したのろい玉を全て吸い込むことで実体化する。さらにオバケの通過した痕跡を確認したり、テレサなど一時的に姿を消すオバケの捜索にも有効。
今作ではゲージがなくなったため半永久的に照射できるようになったほか、のろい玉を時間内に吸い込み終えないと元に戻ってしまうが、再度照らした際残りの玉の数がリセットされなくなっている。
また、ゴミ箱や宝箱をミミックのような敵に変えてしまう紫ののろい玉が新たに登場。
最初はオヤ・マー博士が囚われている部屋の近くの金庫に保管されている。
スラム
オバケを吸い込みながら床に叩きつけ、大ダメージを与える。宝石をもったオバケや光攻撃が効かないテレサなど、一部スラムを使わないと攻略できないものもいる。コマンドボタンのタイミングを合わせれば一度に複数回の叩きつけが可能。またスラムの落下地点に他のオバケがいるとダメージを与えることができ、その衝撃でストロボ防止の武装を解除させることもできる。
キューバンショット
キューバンを放ち、吸い込んで引っ張ることで家具や扉などを破壊したり、何かを塞いでいる物体を取り除くことができる。
バースト
瞬間的に本体から勢いよく空気を噴射する。直接の攻撃性は無いが用途が多彩で、「吹き飛ばした衝撃で部屋のものを壊したり、隠されたアイテムや仕掛けを見つける」、「粉塵を舞わすことでトラップを可視化させる」といったマップ攻略の他、「オバケを驚かしてストロボに有効な隙を作る」、「特定の敵の飛び道具を吹き飛ばして相殺する」といった戦闘補助にもなる。
またバーストの瞬間にはルイージの身体も一瞬跳ね上がるので、この習性を利用して地を這う衝撃波の波紋など敵の対地攻撃を避ける今作における「ジャンプ回避」としての一面もある。
ハイパーバキューム
中盤で博士によって追加されたオバキュームの強化機能。通常時とは比較にならないほどの吸引力を発揮し、はるかに大型の物体や壁までもブラックホールのように呑み込んでしまう。ただし、発動にはホテル内の特定の場所に設置されている専用のコンセントから電力を供給する必要がある特性上、使用する機会は非常に限られており常時使えるわけではない。
12階：ビーチレストランフロアにて入り口の大船を模した障害物を取り壊すため、地下2階：メンテナンスフロアでキノピオと共に探したパーツを取り付けることで使用可能になる。
VB（バーチャルブー）
ゲームボーイホラー、ドコデモシャベレ〜ルに次ぐ新たな端末で、通信の際はルイージがゴーグルのようにのぞき込む。
ある程度ゲームを進めると好きなタイミングでベースラボに戻れる機能が追加され、帰る際は元いた場所に転送される。
形状・UIともにバーチャルボーイに酷似している。
エレベーターボタン
各フロアのボスオバケを倒すと手に入る。個数はスタート地点の地下一階を除く、16個。これを集めていくことで、順番にフロアが開放されていく。
お金
過去2作と同様に、コイン、お札、金塊、パールが登場。
本作ではアイテムの買い物の他に、1作目と同じく集めた金額に応じてエンディングでの新しいホテルの大きさが変化する。
部屋の鍵
ホテルの至るところに隠されている。デザインが一新された。3階と15階にはそれぞれ5つ、4つの種類が存在する。
宝石
各フロアに6個ずつあり、色は同一の6種だが形はフロアごとに独自のもの。集めたものはベースラボのギャラリーで眺めることができる。
2作目とは違い、解放済みのフロアであればゲーム進行に関係なく自由に収集できる。

### 購入で手に入るアイテム
ゲーム内で集めたお金を使って、オヤ・マー博士のベースラボから購入できる。
黄金のホネ
ルイージが力尽きた時に、オバ犬が助けてくれるアイテム。復活した際は体力満タンになり、ダメージが残っているオバケとはそのまま再戦できる。所持上限は最大10本。
テレサマーカー
右上のマップにテレサの居場所を教えてくれる、カートリッジ型のアイテム。一枚につき一匹分の場所が表示される。
捕獲していない階層が複数ある場合は、表示される階層がランダムに選ばれる。
解放済みのフロアで捕獲していないテレサがいる場合にのみ購入でき、新たにフロアが解放された場合はマーカーの表示場所も入れ替わる。
宝石マーカー
テレサマーカー同様、宝石がある場所がマップに表示される。
各種仕様はテレサマーカーと同様。

## 追加コンテンツ
マルチプレイパック
テラータワーおよびプレイランドの有料追加コンテンツをプレイできる「マルチプレイパック」を2019年12月18日に配信。コンテンツそのものは第1弾と第2弾に分けて後日配信された。当パックの購入特典として、ストーリーおよびテラータワーで使用できるオバ犬のライト「懐中電灯 Type O」が付属しており、こちらはパック購入時点から利用できる。また、各コンテンツを個別に購入することはできない。
- 第1弾（2020年3月4日配信）
  - テラータワーで着用できるコスチューム「ミイラ」「アーマー」「ダンサー」を追加。
  - プレイランドの新ゲーム「うきわでリバー」「ドッジでシュート」「ショックでバトル」を追加。

- 第2弾（2020年4月30日配信）
  - テラータワーで着用できるコスチューム「マジシャン」「コウコガクシャ」「キャプテン」を追加。
  - プレイランドの新ゲーム「パックでゴール」「うきわでレース」「サンドでピタリ」を追加。
  - ベースラボのギャラリーに開発中のコンセプトアートなどを閲覧できる「アートビューワー」を追加。

無料アップデート
『マルチプレイパック』第1弾、第2弾の配信に際し行われた無料アップデートによって、パック購入者以外も利用可能な追加要素が実装されている。
- テラータワーに「20階モード」を追加。
- ベースラボのギャラリーにBGMを再生できる「ミュージックプレイヤー」を追加。
- テラータワーで出現する新オバケを5体追加。

## 開発
- 開発段階では「ハリウッドのホテルみたいな」「ジェットコースターがあるような所」が考案されていたが、変化をつけるため現在のようなフロア毎に様相の異なるホテルになった[8]。
- プロトタイプの開発はWii Uの頃から行われており、「スラム」などのアクションは当時から実験されていたものである[8]。